# محمد سعيد الإسكافي
محمد سعيد بن محمود بن سعيد النجفي الشهير بـالإسكافي (1834 - 1901) شاعر وعالم أدبي عراقي. ولد في النجف ودرس فيها فحصّل علوم اللغة العربية وآدابها والفقه الجعفري والأصول، كذلك أتقن الفارسية وبرع فيها. ترك النجف وسافر إلى كربلاء. فأقام فيها. كان شاعرًا مطبوعًا وكان حياته مُعسرًا لكنّه صبور قنوع. توفّي في كربلاء. له شعر متفرّق مبثوث في المصادر التي تحدّثت عنه، ومعظمه جمعه أحد أقربائه.

## سيرته
ولد محمد سعيد بن محمود بن سعيد النجفي الشهير بالإسكافي سنة 1834م/ 1250 هـ في مدينة النجف. تلقى علوم العربية والفقه والأصول عن بعض علماء عصره في النجف وتخرج على خاله عباس بن علي البغدادي المتوفي عام 1276 هـ، وإلى جانب دراسته العربية أجاد الفارسية وتبحر في الأدبين: العربي والفارسي، ثم قصد كربلاء، وأكب على توسيع معارفه حتى صار يرتجل الشعر على البديهة.

هو عالم أدبي وباحث في علمي المعاني والبيان، ظريف حفاظ مولع في حفظ الشعر الجاهلي. 

وتوفي في مدينة كربلاء سنة 1901 م / 1319 هـ ودفن فيها.

## شعره
له قصائد كثيرة وردت ضمن كتاب شعراء الغري، وله شعر كثير مخطوط في مجاميع ومحفوظ لدى أسرته في النجف وكربلاء. ذكره عبد العزيز البابطين في معجمه وقال «شعره تقليدي في أغراضه وبنيته، يتميز بطول النفس والغزارة ومتانة التركيب، أغراضه محدودة تدور حول المدح والرثاء والمراسلات والتهاني، فترتبط بالمناسبات الاجتماعية، وأكثر شعره في المدح».